# 阿塞拜疆苏维埃社会主义共和国
阿塞拜疆苏维埃社会主义共和国，是蘇聯歷史上的第十個加盟共和國，成立當時為第九個加盟共和國，简称阿塞拜疆，位于苏联外高加索地区。

## 历史
阿塞拜疆原本是隸屬外高加索聯邦管轄的自治共和國（ACCP），於1936年12月5日脫離外高加索聯邦改制升格為蘇聯直轄的加盟共和國。
19世纪初，阿塞拜疆北部（南部现在属于伊朗和土耳其）被沙俄占领。1917年11月建立了苏维埃政权——巴库公社。1918年夏，英国和土耳其的武装干涉苏联，短暂占领过阿塞拜疆，成立阿塞拜疆民主共和国，后来又在苏联红军帮助下恢复蘇維埃政權。1920年4月28日，阿塞拜疆社会主义苏维埃共和国成立，1922年3月12日加入外高加索苏维埃联邦社会主义共和国，并加入苏联，1936年12月5日成为直属苏联的加盟共和国。1991年阿塞拜疆正式宣布独立，成立阿塞拜疆共和国。
阿塞拜疆的自治共和国和自治州：
- 一个自治共和国：纳希切万苏维埃社会主义自治共和国；
- 一个自治州：纳戈尔诺—卡拉巴赫自治州。

## 國家領導人

### 最高苏维埃主席
- 米尔-铁穆尔·雅库波夫（1938年7月18日－1941年4月7日）
- 阿齐兹·阿利耶夫（1941年4月7日－1944年3月6日）
- 苏尔坦·卡法尔扎德（1944年3月6日－1947年3月22日）
- 优素福·优素福夫（1947年3月22日－1951年3月26日）
- 阿加米尔扎·阿赫梅多夫（1951年3月26日－1953年4月18日）
- 穆斯塔法·托普楚巴舍夫（1953年4月18日－1955年3月25日）
- 阿卜杜拉·巴伊拉莫夫（1955年3月25日－1958年1月23日）
- 米尔扎·伊布拉希莫夫（1958年1月23日－1959年3月25日）
- 加赞法尔·贾法尔利（1959年3月25日－11月25日）
- 阿里·塔吉扎德（1959年11月25日－1963年3月29日）
- 马梅德-阿里夫·达达什扎德（1963年3月29日－1967年4月5日）
- 穆斯塔法·托普楚巴舍夫（1967年4月5日－1971年7月1日）
- 苏莱曼·鲁斯塔姆（1971年7月1日－1989年6月10日）
- 埃尔米拉·卡法罗娃（1990年5月18日－1992年3月5日）

### 最高苏维埃主席团主席
- 米尔-巴希尔·卡苏莫夫（1938年7月21日—1949年4月23日）
- 纳扎尔·盖达罗夫（1949年5月18日—1954年3月9日）
- 米尔扎·伊布拉希莫夫（1954年3月9日—1958年1月23日）
- 伊利亚斯·阿卜杜拉耶夫（1958年1月23日—1959年11月26日）
- 萨夫塔尔·贾法罗夫（1959年11月16日—1961年11月18日）
- 马梅德·伊斯坎达罗夫（1961年12月29日—1969年12月15日）
- 库尔班·哈利洛夫（1969年12月15日—1985年12月30日）
- 苏莱曼·塔特利耶夫（1985年12月30日—1989年6月22日）
- 埃尔米拉·卡法罗娃（1989年6月22日—1990年5月19日）

#### 阿塞拜疆苏维埃社会主义共和国总统
- 阿亚兹·穆塔利博夫（1990年5月18日－1991年4月30日）

### 人民委员会、部长会议主席
- 纳里曼·纳里曼诺夫（1920年4月28日－1922年5月6日）
- 加赞法尔·穆萨别科夫（1922年5月6日－1930年3月14日）
- 达达什·布尼亚扎德（1930年3月14日－1932年10月23日）
- 米尔-贾法尔·巴吉罗夫（第1次，1932年10月23日－1933年12月12日）
- 侯赛因·拉赫曼诺夫（1933年12月12日－1937年4月22日）
- 铁穆尔·库里耶夫（第1次，1937年11月13日－1953年4月6日，1946年3月28日起改称部长会议主席）
- 米尔-贾法尔·巴吉罗夫（第2次，1953年4月6日－1953年7月20日）
- 铁穆尔·库里耶夫（第2次，1953年7月20日－1954年3月1日）
- 萨德赫·拉希莫夫（1954年3月1日－1958年7月8日）
- 韦利·阿洪多夫（1958年7月8日－1959年7月10日）
- 马梅德·伊斯坎达罗夫（1959年7月10日－1961年12月29日）
- 安瓦尔·阿里汗诺夫（1961年12月29日－1970年4月10日）
- 阿里·易卜拉欣莫夫（1970年4月10日－1981年1月22日）
- 哈桑·赛义多夫（1981年1月22日－1989年1月27日）
- 阿亚兹·穆塔利博夫（1989年1月27日－1990年1月26日）
- 哈桑·哈桑诺夫（1990年1月26日－1991年4月30日）